# Sistem nervos vegetativ

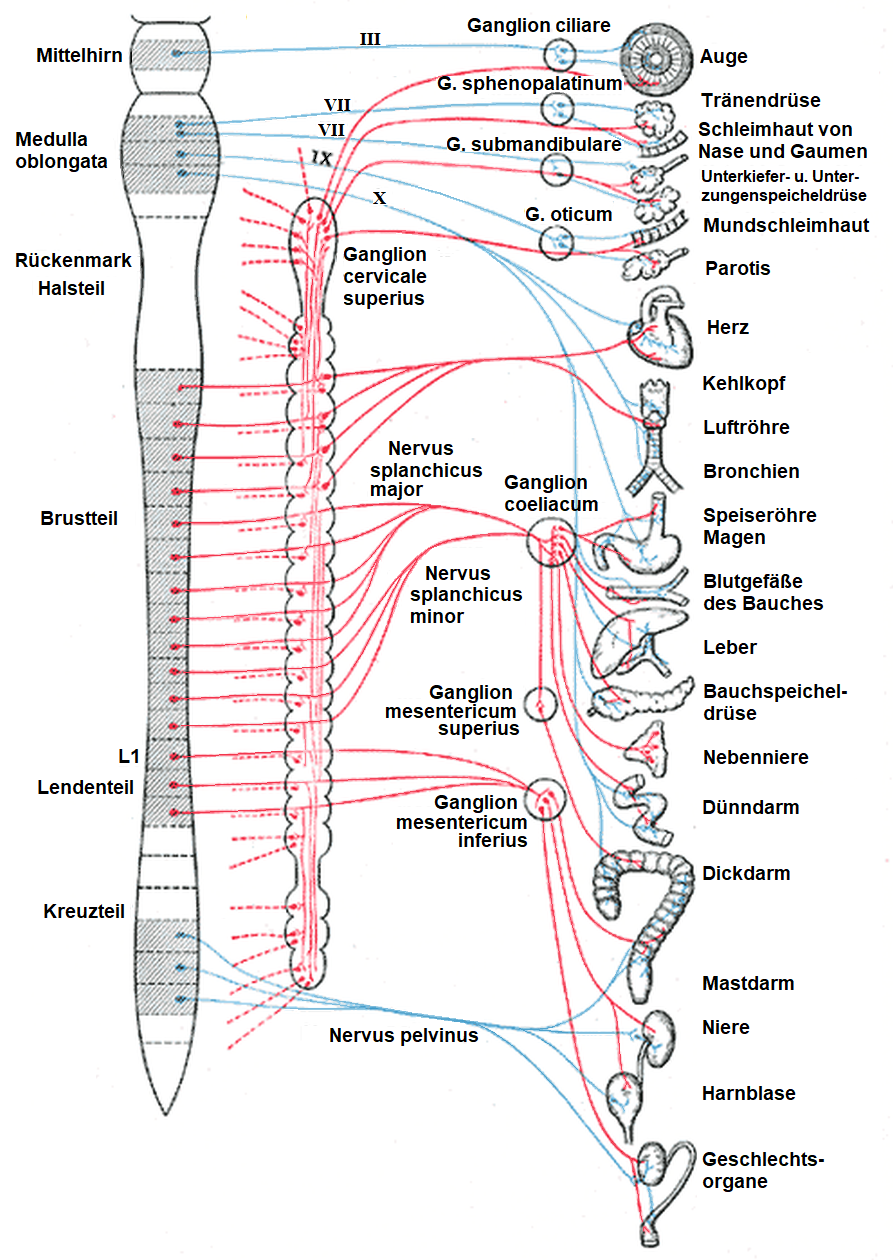
Sistemul nervos vegetativ. Cu culoarea roşie este marcat sistemul nervos simpatic, iar cu albastru cel parasimpatic.

Din punct de vedere funcțional, sistemul nervos poate fi clasificat în somatic și vegetativ.
Sistemul nervos vegetativ sau sistemul nervos autonom reglează activitatea organelor interne, (viscerelor) la vertebrate. 
Denumirea de sistem nervos autonom provine de la psihologul britanic John Newport Langley și se datorează faptului că nu poate fi controlat în mod conștient (voluntar) de un individ neantrenat.
Împreună cu sistemul nervos somatic, care cuprinde toate structurile nervoase dedicate interacțiunii cu mediul exterior, asigură echilibrul organismului cu condițiile variabile de mediu și mobilitatea mușchilor, alcătuiește sistemul nervos.

## Subîmpărțire
Sistemul nervos vegetativ poate fi împărțit în:
- Sistem nervos simpatic, antagonist sistemului parasimpatic, având centrul în măduva spinării și hipotalamus;
- Sistem nervos parasimpatic, sistem nervos ce favorizează regenerarea organismului după stres;
- Sistem nervos digestiv, cu nervul vag ce leagă măduva spinării și tractusul digestiv.

Acest sistem funcționează relativ independent de sistemul nervos central (creier).

## Rol
Acest sistem nervos controlează funcțiile importante vieții organismului (funcțiile vitale), ca de exemplu: activitatea cardiacă, presiunea sanguină, procesul de digestie și procesul de schimburi între organism și mediu. De asemenea, acest sistem nervos mai poate coordona alte organe ca organele sexuale sau mușchii globului ocular. Sistemul nervos vegetativ mai poate influența sistemul nervos central și sistemul nervos periferic.
Sistemul nervos simpatic are rol în situații de stres cu toate aspectele unei secreții crescute de adrenalină (vasodilatație periferică, mușchii scheletici sunt mai bine alimentați cu sânge în detrimentul organelor interne și digestiei, organismul fiind într-o stare de alarmă, pupila ochiului mărită — midriază); un rol antagonist de echilibrare a acestor procese îl are sistemul nervos parasimpatic.
De foarte multe ori, aceste două componente se întrepătrund. Majoritatea nervilor au o componentă somatică, dar și una vegetativă. De exemplu, nervul facial are o componentă somatică, pentru că inervează musculatura mimicii, dar are și o funcție vegetativă, prin controlul funcției glandei lacrimale și a glandelor salivare sublinguală și submandibulară.

## Control
Sistemul nervos vegetativ funcționează în mod normal independent de voință, însă prin metode de autosugestie, yoga, tai chi, biofeedback se poate subordona acest sistem nervos voinței omenești.